# 剣道時代
剣道時代（けんどうじだい）は、体育とスポーツ出版社が発行している剣道の月刊誌。

## 概要
1974年（昭和49年）創刊。剣道専門誌のパイオニアであった。1976年（昭和51年）に創刊された『剣道日本』（スキージヤーナル株式会社）と並ぶ剣道の二大専門誌の一つ。
現代剣道の技術解説、大会レポート、昇段審査の記事を中心に、全日本剣道連盟の居合道、杖道、及び古流剣術も扱う。
2018年7月から英語版 Kendo Jidai Internationalを開始。Webから英訳された技術記事や著名選手へのインタビューなどが読める。配信本数は月に4本、購読料は6ユーロ。
2019年10月からは、海外在住の日本人剣士を対象に 剣道時代Web版を開始。過去のバックナンバーの中から人気の記事を抜粋し、英語版と同じく月に4本配信。購読料は月額6ユーロ。